# Церква Успення Пресвятої Богородиці (Стрий)

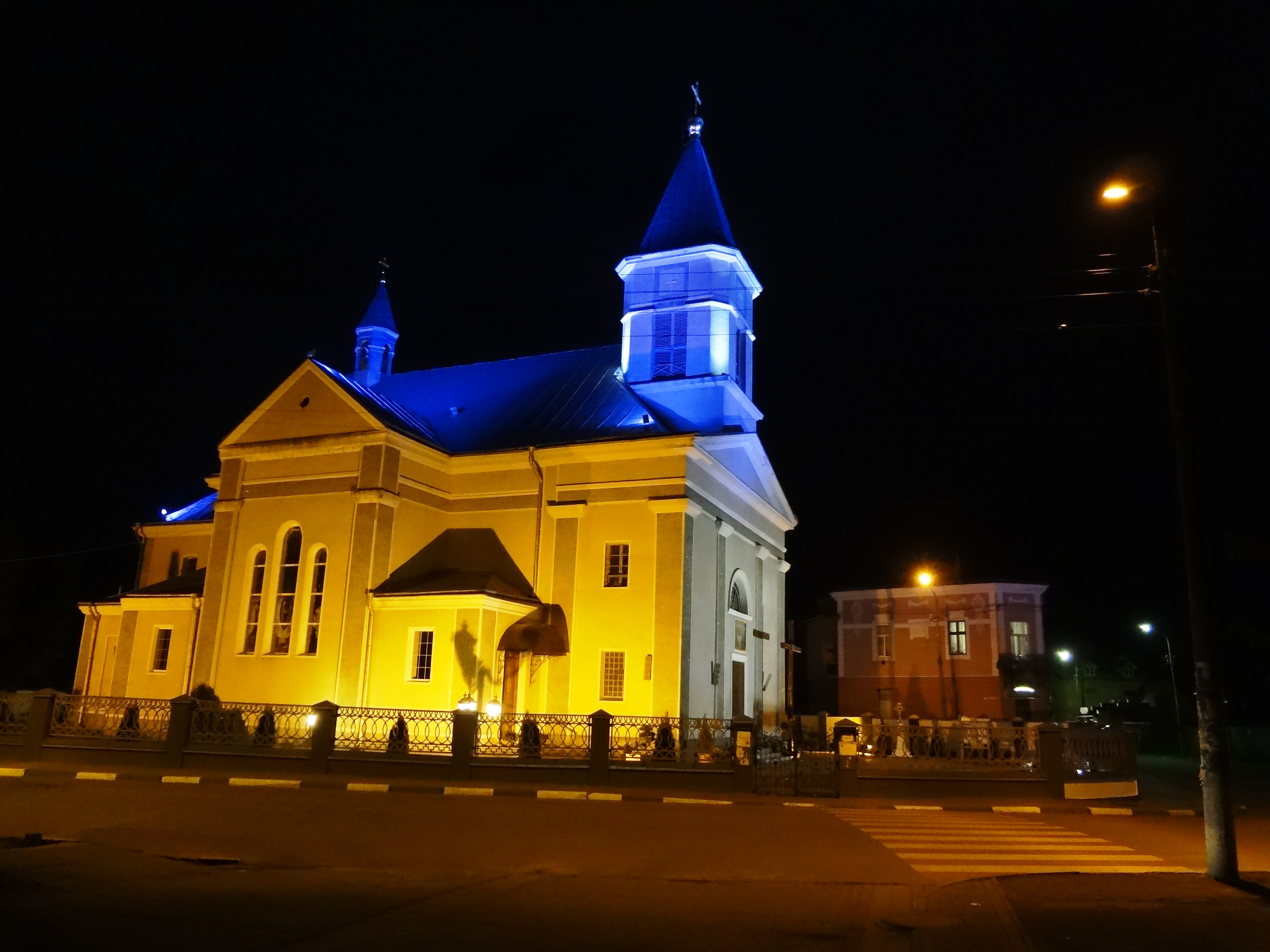
Церква Успення Пресвятої Богородиці (Стрий)

Церква Успення Пресвятої Богородиці, Катедральний храм Успіння Пресвятої Богородиці УГКЦ — собор, перероблений із францисканського костелу XVII століття. Діюча церква УГКЦ, що знаходиться у м.Стрий Львівської області.

## Історія
Катедральний cобор Успіння Пресвятої Богородиці перероблений із францисканського костелу. Монастир францисканців з костелом Святої Магдалини заснований у другій половині ХVII ст. Наприкінці ХVIIІ ст. його скасували, а костел австрійський уряд передав українській громаді під церкву.
Храм не був повністю мурованим. У 1836 р. дерев'яну частину розібрали і замінили на цегляну, зберігши попередній вигляд будівлі. Після пожежі у 1886 р. церква залишилася неушкодженою.
У 1926 р. було заплановано спорудити до церкви новий іконостас та оголошено конкурс. Серед трьох представлених проєктів обрали пропозицію різьб'яра Михайла Наконечного з Кам'янки-Бузької. Через деякий час Митрополича консисторія схвалила проєкт та у 1935 р. каркас іконостасу з різьбою уже був встановлений в церкві. Спочатку ікони до іконостасу мав виконувати художник Юрій Магалевський, який у 1934 р. завершив ікони до іконостасу в с. Угерсько біля Стрия. Однак Ю. Магалевський помер і до написання ікон було запрошено Василя Дядинюка зі Львова (родом з Вінничини). На Великдень 1937 р. за пароха о. Іллі Гавришкевича закінчений іконостас було освячено. Іконостас став окрасою церкви та свідченням активної української позиції її вірян. Ікони намальовано в українському стилі зі зверненням до традиції середньовічного мистецтва.

## Реліквії храму
25 січня 1946 р. Успенський собор отримав Ліську чудотворну ікону Богородиці, яку привезли до Стрия українці-переселенці з Польщі. Назва ікони походить від місцевості, в якій вона перебувала, — містечка Лісько, що розташоване у Надсянні (етнічна українська земля, яку сталінський режим у 1946—1947 рр. віддав Польщі). Перші згадки про неї як про чудотворну датуються 1570 роком. Згідно з преданням, ікона з'явилася на пні зрізаного дуба. Своїми дивами вона прославилася за межі Надсяння: до неї приходили з молитвами прочани не тільки з Галичини, а й зі Словаччини та Угорщини.
З 2000 р. на свято Положення чесної ризи Пресвятої Богородиці до цієї ікони відбуваються велелюдні відпусти.
Крім чудотворної ікони, із серпня 2007 р. у Катедральному соборі Успіння Пресвятої Богородиці знаходяться мощі блаженного священномученика Петра Вергуна, перевезені із Сибіру до Стрия у 2004 р. Отця Петра Вергуна, який після багаторічних каторжних робіт у тюрмах ГУЛАГу помер 1946 р. на засланні, Святіший Отець Іван Павло ІІ під час свого пастирського візиту в Україну проголосив блаженним УГКЦ.

## Будова церкви

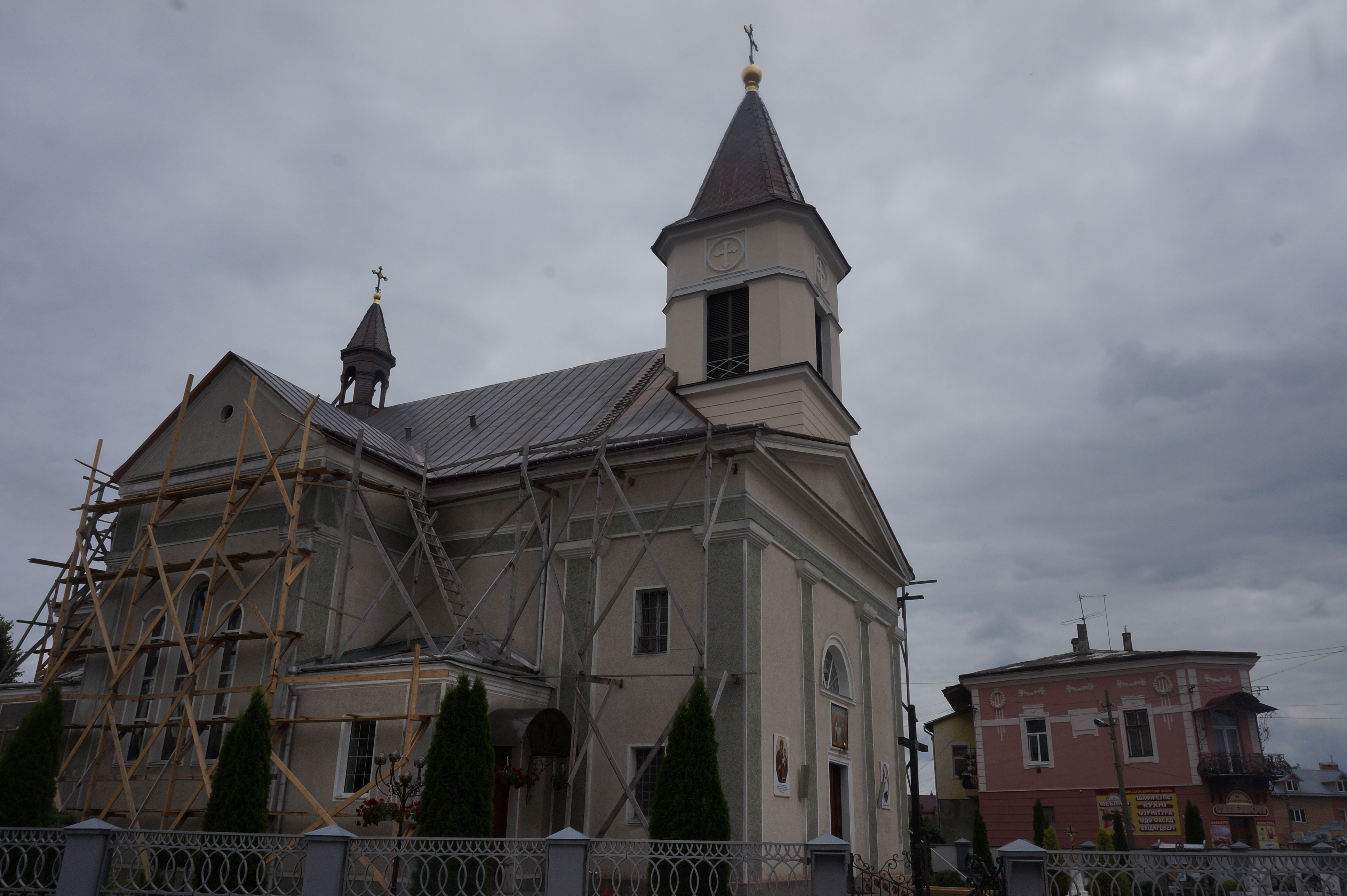
Церква Успення Пресвятої Богородиці (Стрий). Реставрація

Мурована церква первісно базилікального типу перекрита високим двосхилим дахом. У центрі західної частини храму підіймається чотирикутна вежа перекрита високим дахом у вигляді піраміди. Найдавнішою частиною храму є святилище, яке було вимуруване у 1707 р. та укріплене у 1840-х рр. (решта частина тодішньої монастирської споруди була дерев'яною). Святилище є прямокутне меншого розміру і нижче, ніж нава, перекрите двосхилим дахом. У 1843—1846 рр. до святилища було домуровано простору наву та дзвіницю (вежу) на її західній частині. У 1993—1996 рр. зліва і справа до основної нави було прибудовано бічні рамена, в результаті внутрішній простір церкви збільшився. Основний об'єм церкви за рахунок прибудов набув форми видовженого хреста. Над східною частиною нави та над святилищем є невеликі сигнатурки. У 2015 р. верхи церкви було ремонтовано, споруду перекрили мідною бляхою. Західний фасад церкви декорований пілястрами та трикутним фронтоном. Такі ж фронтони повторені на фасадах бічних прибудов.